# Стони Појнт (Северна Каролина)
Стони Појнт (енгл. Stony Point) насељено је место без административног статуса у америчкој савезној држави Северна Каролина.

## Демографија
По попису из 2010. године број становника је 1.317, што је 63 (-4,6%) становника мање него 2000. године.
| Група             | 2000.         | 2010.         |
| Белци             | 1.261 (91,4%) | 1.134 (86,1%) |
| Афроамериканци    | 52 (3,8%)     | 58 (4,4%)     |
| Азијати           | 0 (0,0%)      | 9 (0,7%)      |
| Хиспаноамериканци | 44 (3,2%)     | 90 (6,8%)     |
| Укупно            | 1.380         | 1.317         |